# Philippines tại Thế vận hội
Philippines đã tham gia các kỳ Thế vận hội Mùa hè kể từ khi góp mặt lần đầu năm 1924, trừ lần Tẩy chay Thế vận hội Mùa hè 1980. Các vận động viên (VĐV) Philippines cũng đã thi đấu tại 5 kỳ Thế vận hội Mùa đông tính từ năm 1972.
Philippines có tham dự Thế vận hội Trẻ Mùa hè và Thế vận hội Trẻ Mùa đông.

## Tham dự
Các VĐV Philippines cần được sự cho phép của Ủy ban Olympic quốc gia (NOC) nước mình để dự Thế vận hội. Từ năm 1975, NOC của Philippines là Ủy ban Olympic Philippines (POC). Trước đó, Philippines được đại diện bởi tiền thân của POC là Liên đoàn Điền kinh Nghiệp dư Philippines, được thành lập năm 1911. Philippines được công nhận là thành viên Ủy ban Olympic Quốc tế từ năm 1929.
Các VĐV Philippines đã giành được tổng cộng 10 huy chương Olympic (tính đến Thế vận hội Mùa hè 2016), với quyền Anh là môn gặt hái nhiều huy chương nhất. Chưa VĐV Philippines nào giành được huy chương vàng, khiến quốc gia này là nước có số huy chương Olympic nhiều thứ hai nếu không tính vàng, sau Malaysia (có 11 huy chương).

### Thế vận hội Mùa hè
Philippines tham gia Thế vận hội lần đầu năm 1924 ở Paris, trở thành quốc gia Đông Nam Á đầu tiên tranh tài tại đại hội, và sau đó cũng là quốc gia đầu tiên của khu vực giành được huy chương Olympic vào năm 1928. Philippines đã dự toàn bộ các kỳ Thế vận hội Mùa hè kể từ đó, trừ lần tầy chay Thế vận hội năm 1980. Philippines đã từng quyết định không tham gia Thế vận hội Mùa hè 1940 trước khi kỳ này bị hủy bỏ do Chiến tranh thế giới lần thứ II nổ ra.

### Thế vận hội Mùa đông
Philippines tham dự Thế vận hội Mùa đông lần đầu tiên năm 1972, khi gửi đi hai VĐV trượt tuyết đổ đèo.

## Bảng huy chương

### Thế vận hội
| Thế vận hội           | Số VĐV                               | Vàng                                 | Bạc                                  | Đồng                                 | Tổng số                              | Xếp thứ                              |
| Athens 1896           | tham dự như một phần của Tây Ban Nha | tham dự như một phần của Tây Ban Nha | tham dự như một phần của Tây Ban Nha | tham dự như một phần của Tây Ban Nha | tham dự như một phần của Tây Ban Nha | tham dự như một phần của Tây Ban Nha |
| 1900 – 1920           | tham dự như một phần của Hoa Kỳ      | tham dự như một phần của Hoa Kỳ      | tham dự như một phần của Hoa Kỳ      | tham dự như một phần của Hoa Kỳ      | tham dự như một phần của Hoa Kỳ      | tham dự như một phần của Hoa Kỳ      |
| Paris 1924            | 1                                    | 0                                    | 0                                    | 0                                    | 0                                    | –                                    |
| Amsterdam 1928        | 4                                    | 0                                    | 0                                    | 1                                    | 1                                    | 32                                   |
| Los Angeles 1932      | 8                                    | 0                                    | 0                                    | 3                                    | 3                                    | 25                                   |
| Berlin 1936           | 28                                   | 0                                    | 0                                    | 1                                    | 1                                    | 30                                   |
| Luân Đôn 1948         | 24                                   | 0                                    | 0                                    | 0                                    | 0                                    | –                                    |
| Helsinki 1952         | 25                                   | 0                                    | 0                                    | 0                                    | 0                                    | –                                    |
| Melbourne 1956        | 39                                   | 0                                    | 0                                    | 0                                    | 0                                    | –                                    |
| Roma 1960             | 40                                   | 0                                    | 0                                    | 0                                    | 0                                    | –                                    |
| Tokyo 1964            | 47                                   | 0                                    | 1                                    | 0                                    | 1                                    | 30                                   |
| Thành phố México 1968 | 49                                   | 0                                    | 0                                    | 0                                    | 0                                    | –                                    |
| München 1972          | 53                                   | 0                                    | 0                                    | 0                                    | 0                                    | –                                    |
| Montréal 1976         | 14                                   | 0                                    | 0                                    | 0                                    | 0                                    | –                                    |
| Moskva 1980           | không tham dự                        | không tham dự                        | không tham dự                        | không tham dự                        | không tham dự                        | không tham dự                        |
| Los Angeles 1984      | 19                                   | 0                                    | 0                                    | 0                                    | 0                                    | –                                    |
| Seoul 1988            | 31                                   | 0                                    | 0                                    | 1                                    | 1                                    | 46                                   |
| Barcelona 1992        | 26                                   | 0                                    | 0                                    | 1                                    | 1                                    | 53                                   |
| Atlanta 1996          | 12                                   | 0                                    | 1                                    | 0                                    | 1                                    | 61                                   |
| Sydney 2000           | 20                                   | 0                                    | 0                                    | 0                                    | 0                                    | –                                    |
| Athens 2004           | 16                                   | 0                                    | 0                                    | 0                                    | 0                                    | –                                    |
| Bắc Kinh 2008         | 15                                   | 0                                    | 0                                    | 0                                    | 0                                    | –                                    |
| Luân Đôn 2012         | 11                                   | 0                                    | 0                                    | 0                                    | 0                                    | –                                    |
| Rio de Janeiro 2016   | 13                                   | 0                                    | 1                                    | 0                                    | 1                                    | 69                                   |
| Tokyo 2020            | 19                                   | 1                                    | 2                                    | 1                                    | 4                                    | 50                                   |
| Paris 2024            | chưa diễn ra                         |                                      |                                      |                                      |                                      |                                      |
| Los Angeles 2028      | chưa diễn ra                         |                                      |                                      |                                      |                                      |                                      |
| Tổng số               | Tổng số                              | 1                                    | 5                                    | 8                                    | 14                                   | 94                                   |

| Môn thi đấu | Vàng | Bạc | Đồng | Tổng số |
| Cử tạ       | 1    | 1   | 0    | 2       |
| Quyền Anh   | 0    | 4   | 4    | 8       |
| Điền kinh   | 0    | 0   | 2    | 2       |
| Bơi lội     | 0    | 0   | 2    | 2       |
| Tổng số     | 1    | 5   | 8    | 14      |

| Thế vận hội              | Số VĐV        | Vàng          | Bạc           | Đồng          | Tổng số       | Xếp thứ       |
| Sapporo 1972             | 2             | 0             | 0             | 0             | 0             | –             |
| Innsbruck 1976           | không tham dự | không tham dự | không tham dự | không tham dự | không tham dự | không tham dự |
| Lake Placid 1980         | không tham dự | không tham dự | không tham dự | không tham dự | không tham dự | không tham dự |
| Sarajevo 1984            | không tham dự | không tham dự | không tham dự | không tham dự | không tham dự | không tham dự |
| Calgary 1988             | 1             | 0             | 0             | 0             | 0             | –             |
| Albertville 1992         | 1             | 0             | 0             | 0             | 0             | –             |
| Lillehammer 1994         | không tham dự | không tham dự | không tham dự | không tham dự | không tham dự | không tham dự |
| Nagano 1998              | không tham dự | không tham dự | không tham dự | không tham dự | không tham dự | không tham dự |
| Thành phố Salt Lake 2002 | không tham dự | không tham dự | không tham dự | không tham dự | không tham dự | không tham dự |
| Torino 2006              | không tham dự | không tham dự | không tham dự | không tham dự | không tham dự | không tham dự |
| Vancouver 2010           | không tham dự | không tham dự | không tham dự | không tham dự | không tham dự | không tham dự |
| Sochi 2014               | 1             | 0             | 0             | 0             | 0             | –             |
| Pyeongchang 2018         | 2             | 0             | 0             | 0             | 0             | –             |
| Bắc Kinh 2022            | chưa diễn ra  |               |               |               |               |               |
| Milano–Cortina 2026      | chưa diễn ra  | chưa diễn ra  | chưa diễn ra  | chưa diễn ra  | chưa diễn ra  | chưa diễn ra  |
| Tổng số                  | Tổng số       | 0             | 0             | 0             | 0             | –             |

## VĐV giành huy chương
9 VĐV đã giành 10 huy chương cho Philippines tại các kỳ vận hội Mùa hè và chưa VĐV nào giành được huy chương Thế vận hội Mùa đông.

## Các cuộc thi nghệ thuật
Philippines có đại diện tham dự các cuộc thi nghệ thuật tại Thế vận hội Mùa hè 1948, kỳ cuối cùng các cuộc thi nghệ thuật được tổ chức. Nhà điêu khắc Graciano Nepomuceno và họa sĩ Hernando Ocampo người Philippines đại diện nước này ở kỳ năm đó.